# Метод k-средних
Метод k-средних (англ. k-means) — наиболее популярный метод кластеризации. Был изобретён в 1950-х годах математиком Гуго Штейнгаузом и почти одновременно Стюартом Ллойдом. Особую популярность приобрёл после работы Маккуина.
Действие алгоритма таково, что он стремится минимизировать суммарное квадратичное отклонение точек кластеров от центров этих кластеров:
{\displaystyle V=\sum _{i=1}^{k}\sum _{x\in S_{i}}(x-\mu _{i})^{2}}
где {\displaystyle k} — число кластеров, {\displaystyle S_{i}} — полученные кластеры, {\displaystyle i=1,2,\dots ,k}, а {\displaystyle \mu _{i}} — центры масс всех векторов {\displaystyle x} из кластера {\displaystyle S_{i}}.
По аналогии с методом главных компонент центры кластеров называются также главными точками, а сам метод называется методом главных точек и включается в общую теорию главных объектов, обеспечивающих наилучшую аппроксимацию данных.

## Алгоритм
Алгоритм представляет собой версию EM-алгоритма, применяемого также для разделения смеси гауссиан. Он разбивает множество элементов векторного пространства на заранее известное число кластеров k.
Основная идея заключается в том, что на каждой итерации перевычисляется центр масс для каждого кластера, полученного на предыдущем шаге, затем векторы разбиваются на кластеры вновь в соответствии с тем, какой из новых центров оказался ближе по выбранной метрике.
Алгоритм завершается, когда на какой-то итерации не происходит изменения внутрикластерного расстояния. Это происходит за конечное число итераций, так как количество возможных разбиений конечного множества конечно, а на каждом шаге суммарное квадратичное отклонение V уменьшается, поэтому зацикливание невозможно.
Как показали Дэвид Артур и Сергей Васильвицкий, на некоторых классах множеств сложность алгоритма по времени, нужному для сходимости, равна {\displaystyle 2^{\Omega ({\sqrt {n}})}}.

## Демонстрация алгоритма
Действие алгоритма в двумерном случае. Начальные точки выбраны случайно.
|  |  |  |  |
|  |  |  |  |

## Проблемы k-means

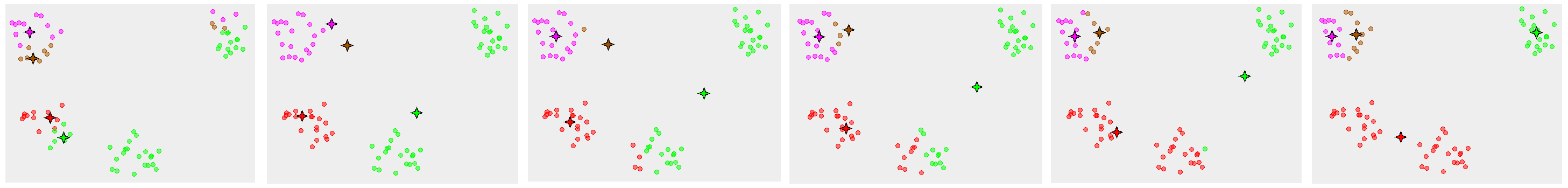
Типичный пример сходимости метода k средних к локальному минимуму. В этом примере результат «кластеризации» методом k средних противоречит очевидной кластерной структуре множества данных. Маленькими кружками обозначены точки данных, четырёхлучевые звезды — центроиды. Принадлежащие им точки данных окрашены в тот же цвет. Иллюстрация подготовлена с помощью апплета Миркеса.

Результат кластеризации методом k-средних для ирисов Фишера и реальные виды ирисов, визуализированные с помощью ELKI. Центры кластеров отмечены с помощью крупных, полупрозрачных маркеров.

- Не гарантируется достижение глобального минимума суммарного квадратичного отклонения V, а только одного из локальных минимумов.
- Результат зависит от выбора исходных центров кластеров, их оптимальный выбор неизвестен.
- Число кластеров надо знать заранее.

## Расширения и вариации
Широко известна и используется нейросетевая реализация K-means — сети векторного квантования сигналов (одна из версий нейронных сетей Кохонена).
Существует расширение k-means++, которое направлено на оптимальный выбор начальных значений центров кластеров.

## Применение для задач глубокого обучения и машинного зрения
В алгоритмах глубокого обучения метод k-средних иногда применяют не по прямому назначению (классификация разбивкой на кластеры), а для создания так называемых фильтров (ядер свёртки, словарей). Например, для распознавания изображений в алгоритм k-средних подают небольшие случайные кусочки изображений обучающей выборки, допустим, размером 16х16 в виде линейного вектора, каждый элемент которого кодирует яркость своей точки. Количество кластеров k задается большим, например 256. Обученный метод k-средних при определенных условиях вырабатывает при этом центры кластеров (центроиды), которые представляют собой удобные базисы, на которые можно разложить любое входное изображение. Такие "обученные" центроиды в дальнейшем используют в качестве фильтров, например для свёрточной нейронной сети в качестве ядер свёртки или других аналогичных систем машинного зрения. Таким образом осуществляется обучение без учителя при помощи метода k-средних.

## Демонстрация и визуализация
- Дж. Ту, Р. Гонсалес «Принципы распознавания образов», Издательство «Мир», Москва 1978, стр. 109—112 (описание алгоритма с численным примером).
- K-means and K-medoids (апплет, демонстрирующий работу алгоритма и позволяющий исследовать и сравнивать два метода), Е. Миркес и University of Leicester
- Интерактивный апплет, демонстрирующий работу алгоритма